# Їжача голівка проста
Їжача голівка проста або їжача голівка зринувша (Sparganium emersum) — вид рослин родини Рогозові (Typhaceae), поширений у Євразії й Північній Америці.

## Опис
Багаторічні рослини 30–70, до 200 см завдовжки, від міцних до струнких. Або деякі або всі листки плавають. Листки, коли підняті, досить жорсткі, від частково до повністю звивисті, плоскі, до 0.8 м × 4–10 мм; плавучі листки м'які, кілеві щонайменше біля основи, до 2 м × 4–18 мм. Суцвіття надводні: стебло нерозгалужене, підняте; маточкових голів 1–6, 1.6–3.5 см діаметром у плоді; тичинкових голів 3–7(10). Плоди від зеленого до червонувато-коричневого кольору, блискучі, веретеноподібні, 3–4 × 1.5–2 мм, за винятком ніжки, звужуються до дзьоба, дзьоб від прямого до кривого, 2–4.5 мм. 2n = 30.
Запилення здійснюється вітром, також відбувається самозапилення.

## Поширення
Європа: усі країни крім Ісландії й Греції; Азія: Туреччина, Китай, Японія, Казахстан, Киргизстан, Монголія, М'янма, Росія; Північна Америка: Сен-П'єр і Мікелон, Канада, США. Населяє краї озер, болота і струмки.
В Україні зростає на болотах, берегах річок і ставків — у Прикарпатті, Поліссі, Лісостепу, звичайно; у пн. Степу, рідко. Лікарська. Входить у список регіонально рідкісних рослин м. Києва.

## Галерея

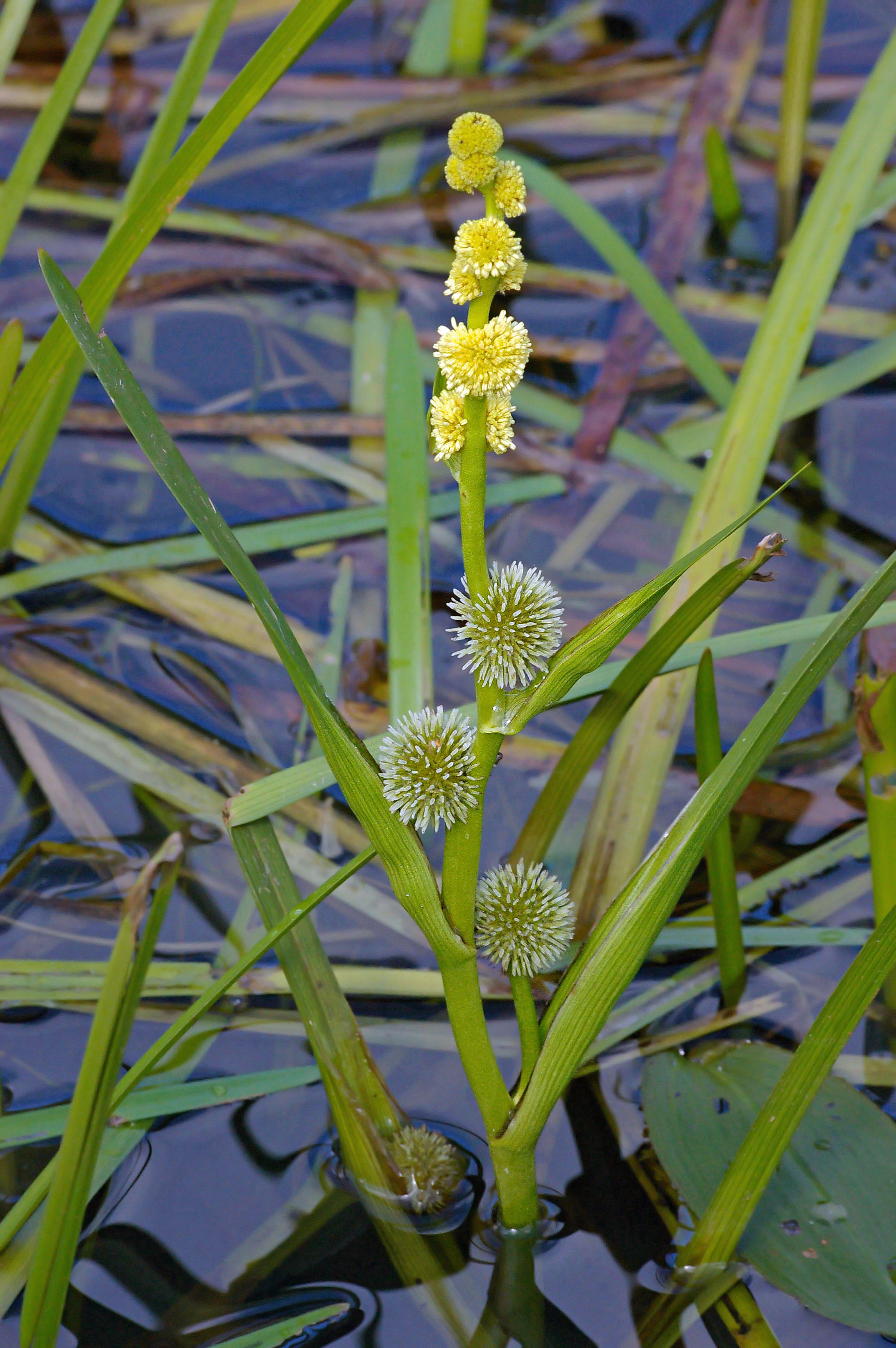
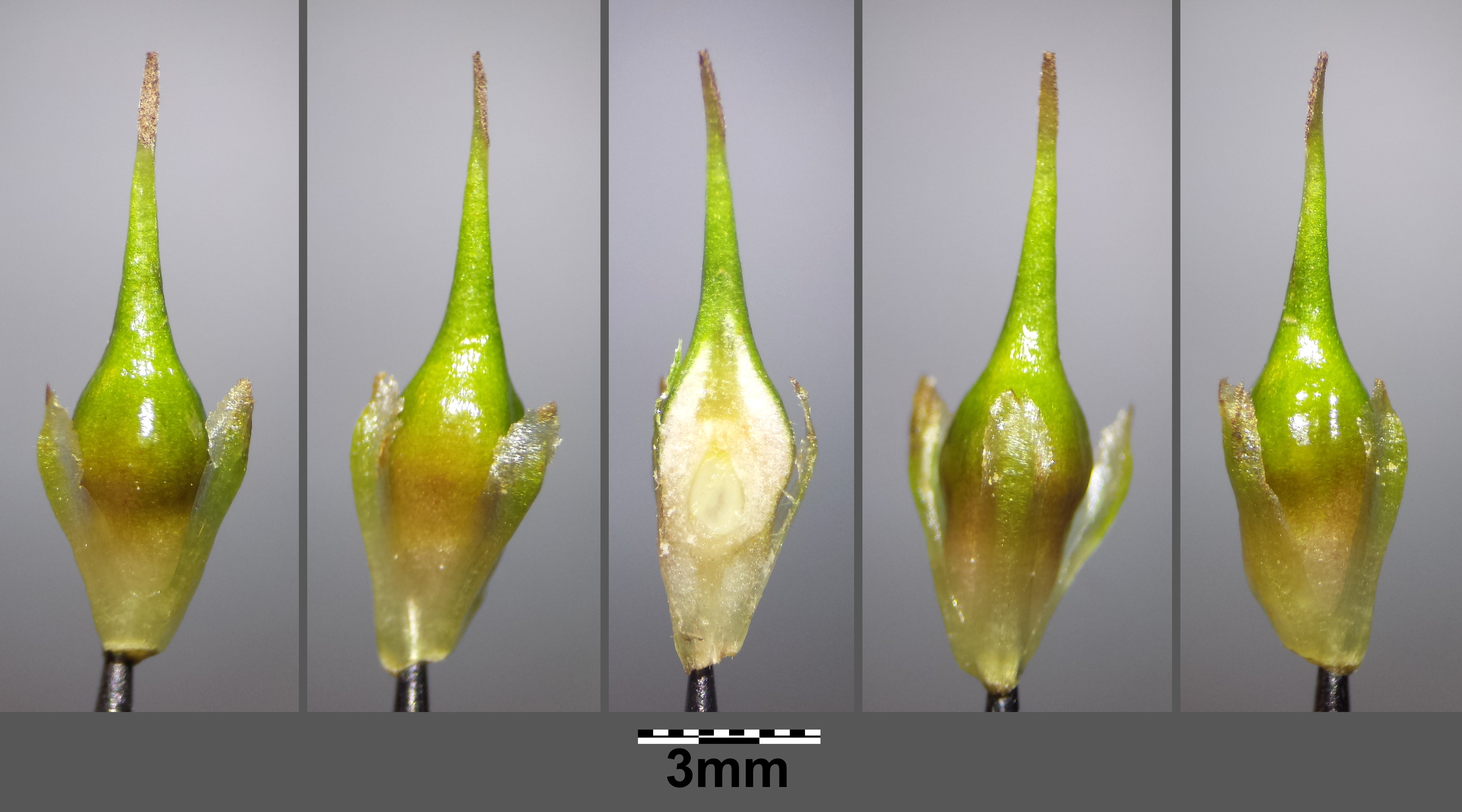
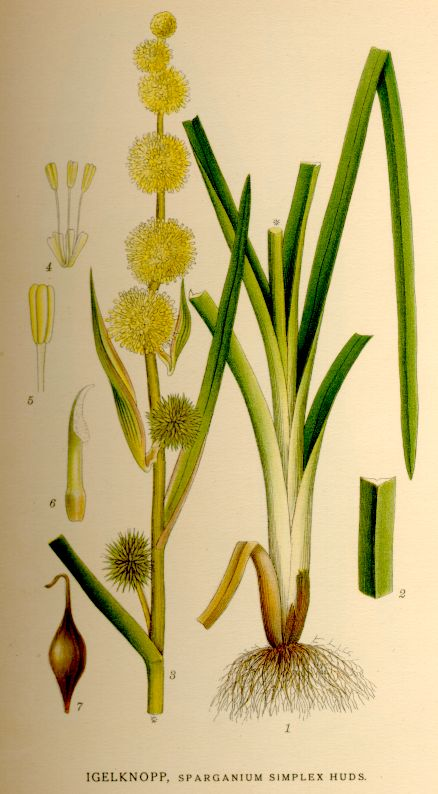